# Plateros sakishimana
Plateros sakishimana is een keversoort uit de familie netschildkevers (Lycidae). De wetenschappelijke naam van de soort werd in 1985 gepubliceerd door Takehiko Nakane.